# Julia Tymosjenko
Julia Volodymyrivna Tymosjenko (ukrainska: Юлія Володимирівна Тимошенко, Julija Volodymyrivna Tymosjenko), född Grigyan den 27 november 1960 i Dnepropetrovsk, Ukrainska SSR, Sovjetunionen, är en ukrainsk oligark och politiker. 
Julia Tymosjenko var premiärminister i Ukraina perioden 18 december 2007 – 4 mars 2010 och var även premiärminister mellan 24 januari och 8 september 2005. Tymosjenko är den första kvinnan i Ukraina att inneha positionen.
Den 11 oktober 2011 dömdes Julia Tymosjenko till sju års fängelse för maktmissbruk efter att ha skrivit under ett gaskontrakt med Ryssland under sin tid som premiärminister. Hennes då främste politiske motståndare Viktor Janukovytj beskylls av vissa västpolitiker för att ligga bakom åtalet mot Tymosjenko. Den 22 februari 2014 släpptes hon fri i samband med att Janukovytj avsattes.

## Biografi

### Tidigt liv
Julia Tymosjenko föddes i staden Dnepropetrovsk i det centrala Ukrainska SSR (dagens Dnipro, Ukraina) i en ryskspråkig familj. Fadern Vladimir Abramovitj Hrihjan var av lettisk härkomst trots sitt armeniska namn och modern Ljudmila Nikolajevna Telehina var ukrainska. Fadern lämnade familjen då hon var tre år, varefter hon började använda sin mors namn, Telehina (ryska: Телегина). År 1984 tog hon ekonomiexamen vid universitetet i Dnepropetrovsk, och gick därefter vidare och skrev en doktorsavhandling i ekonomi. Efter arbete som ekonom vid maskinfabriken Lenin i Dnepropetrovsk kom hon via videobranschen till gasindustrin.
Tillsammans med sin make engagerade Tymosjenko sig i mitten av 1990-talet i energibranschen med ett företag som försåg jordbrukare med bensin. Därefter blev hon chef för Unified Energy Systems of Ukraine (ukrainska: Єдині енергетичні системи України), som sålde rysk gas till 2 000 ukrainska företag.

### Politisk karriär

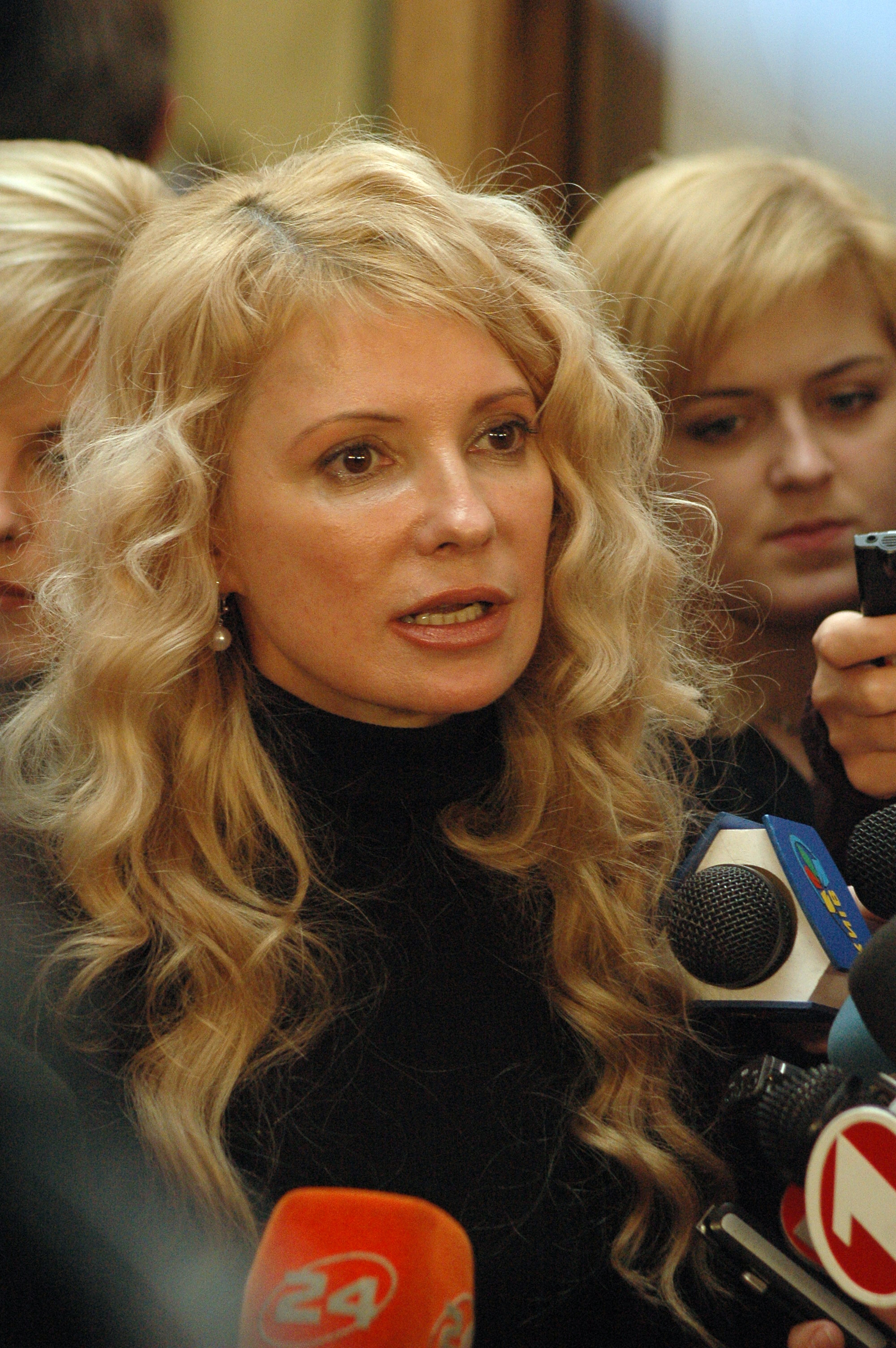
Tymosjenko i början av sin politiska karriär utan den karaktäristiska flätan.

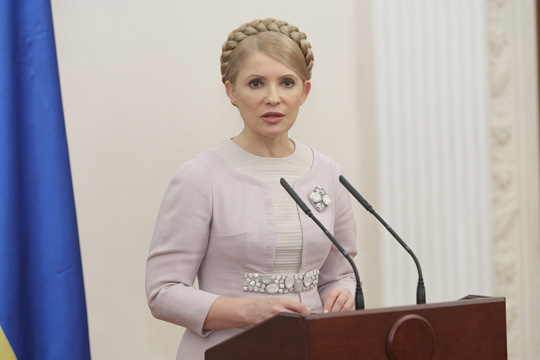
Tymosjenko i november 2009 med håret i en flätkrans.

Julia Tymosjenko var tillsammans med den tidigare premiärministern Pavlo Lazarenko misstänkt för inblandning i mord på en politiker, hon skulle enligt anklagelserna ha betalat för att få affärsmannen och parlamentarikern Jevgen Sjtjerban mördad 1996. År 2002 greps i stället åtta män och åtalades för mordet, samtliga dömdes. Lazarenko dömdes år 2006 för penningtvätt i USA.
Tymosjenko gav sig in i rikspolitiken 1997 och kom snabbt in i parlamentet, Verchovna Rada. I samband med det gick hon över till att tala ukrainska istället för ryska i offentliga sammanhang. År 1998 blev hon ordförande i parlamentets budgetkommitté; mellan 1999 och 2001 var hon vice premiärminister med ansvar för energiförsörjningen – regeringschef var Viktor Jusjtjenko. Tymosjenko drev då igenom beslutet att beskatta energiproducenternas vinster, vilket givit den ukrainska staten väsentliga inkomster. 
I januari 2001 avskedades Tymosjenko av president Leonid Kutjma sedan hon åtalats för förfalskning och gassmuggling, något som skulle ha skett under hennes tid som chef för gasföretaget Unified Energy Systems of Ukraine. I september 2003 hävdade Ukrainas riksåklagare att gasföretaget under hennes ledning utbetalat motsvarande 728 miljoner kronor i mutor, bland annat till dåvarande premiärminister Pavlo Lazarenko.
Tymosjenko har också kallats till förhör i Ryssland av den militära åklagarmyndigheten där, för frågor angående mutor till anställda vid det ryska försvarsdepartementet 1996–1998. De ryska myndigheterna utfärdade en internationell arresteringsorder för Tymosjenko. I december 2005 lade den ryska åklagarmyndigheten ned utredningen.
Tymosjenko blev snart en av frontfigurerna för den ukrainska oppositionen. Hon gick hårt åt den sittande presidenten Kutjma som bland annat anklagades för korruption och för inblandning i mordet på Georgij Gongadze, en regeringskritisk journalist som kidnappades och mördades i slutet av 2000. Därefter förde hon ihop en rad små partier i Julia Tymosjenkos block (Блок Юлії Тимошенко), som i parlamentsvalet 2002 fick 7,2 % av rösterna. 
I samband med det kaotiska presidentvalet i slutet av 2004 klev Tymosjenko under den "orangefärgade revolutionen" fram som den främsta agitatorn, den som ingöt mod i demonstranterna samt förmådde polis och militär att stå passiva. I Jusjtjenko-vänlig media kallades hon bland annat "den orangefärgade revolutionens Jeanne d'Arc". 
Efter att Viktor Jusjtjenko slutligen segrat i presidentvalet utnämndes Tymosjenko i februari 2005 till ny premiärminister. Efter utnämningen lovade hon att inleda en granskning av hur privatiseringen av företag gått till under Kutjmas presidenttid.
Tymosjenko och hennes regering tvingades att avgå av president Viktor Jusjtjenko den 8 september samma år. Presidenten hävdade att det rådde alltför stora motsättningar inom regeringen.
Tymosjenko ersattes av Jurij Jechanurov. I valkampanjen 2005 uttalade Tymosjenko att hon avsåg arbeta för att stärka pressens fria ställning och domstolarnas oavhängighet från den politiska makten. Vidare har Tymosjenko förespråkat en långtgående EU-anpassning av Ukrainas lagstiftning. Under juni 2006 försökte hon återfå posten som premiärminister, men sedan socialisterna bytt sida kom detta i stället på Viktor Janukovytj den 3 augusti.
Inför parlamentsvalet den 30 september 2007 ingick Julia Tymosjenkos block en allians med ett annat block, det så kallade ”orangea” valblocket "Vårt Ukraina – Folkets självförsvar" (Наша Україна – Народна Самооборона) och dess ledare Jurij Lutsenko, och klargjorde att de skulle bilda allians om de lyckades få majoritet i parlamentet. Efter en utdragen rösträkning presenterades valresultatet först den 5 oktober med resultatet att Julia Tymosjenkos block fått 30,71 % av rösterna, vilket motsvarar 156 mandat i Ukrainas parlamentet, Verchovna Rada. Tillsammans med "Vårt Ukraina – Folkets självförsvar" fick de därmed få en knapp majoritet i parlamentet med 228 av 450 mandat. Efter månader av förhandlingar tillträdde Tymosjenko som premiärminister i december 2007.

### Presidentvalet i Ukraina 2010
Tymosjenko förlorade Presidentvalet i Ukraina 2010 mot den tidigare premiärministern Viktor Janukovytj som i andra valomgången fick 48,95 procent av rösterna mot 45,47 procent för Tymosjenko. Janukovytj vann valet med nästan 3,5 procentenheters marginal, vilket motsvarar 887 909 röster. Den centrala valkommissionen förklarade 14 februari Janukovytj vald president av Ukraina. Kommissionens ordförande Volodimir Sjapoval bekräftade resultatet som visar att Janukovitj besegrat Tymosjenko.

### Tymosjenkos anklagelser om valfusk och falska vallöften
Båda parter anklagade varandra för valfusk bland annat genom att skjutsa folk till vallokalerna och "hjälpa" ovanligt många att rösta i sina hem. Den ukrainska valkommissionen och den europeiska säkerhets- och samarbetsorganisationen OSSEs valobservatörer på plats rapporterade att de inte hade belägg för att Janukovitj segrat med hjälp av valfusk. Det rapporterades en del fusk från några observatörer, men inte i en skala som verkade planerat från högsta ort eller som påverkade valresultatet. OSSE berömde dessutom valet som en "imponerande uppvisning i demokrati" och uppmanade landets politiska ledare att "lyssna till folkets dom" - så nära en uppmaning till Tymosjenko att erkänna sig besegrad som det går att komma. Nato, EU och USA var alla snabba att gratulera Janukovytj till segern, först ut bland EU-ledarna att gratulera Janukovytj var Frankrikes president Nicolas Sarkozy, som i fyra dagar efter valet kallade valet "en seger för den ukrainska demokratin". USA:s president Barack Obama lovordade samma dag valet i Ukraina och önskade Janukovytj framgång. Från Ryssland kom välgångsönskningarna redan två dagar efter valet. 
Trots detta vägrade Tymosjenko att erkänna sig besegrad. Hon tänkte inte avgå som premiärminister och vägrade att erkänna den nyvalda presidenten Janukovytj då hon ansåg att han hade lurat väljarna med vallöften om sociala reformer. Hon riskerade att skapa ett politiskt kaos i Ukraina. Så länge en politisk maktstrid rasade avstod Internationella valutafonden från att betala ut nödvändiga lån till Ukraina.
Det förväntades att Tymosjenko trots allt ville erkänna presidentvalet. Det kom därför som en överraskning att hon en knapp vecka efter presidentvalet bröt tystnaden, och i ett tv-tal förklarade att hon inte accepterade det officiella valresultatet utan ville överklaga det i domstol. Ukrainska domstolar behandlade Tymosjenkos klagomål beträffande oegentligheter i rösträkningen. Vice chefen för Regionernas parti Boris Kolesnikov uppgav att domstolarna hade behandlat 24 käromål av Julia Tymosjenkos block och gett avslag på dem alla. Parlamentet röstade ja till att Janukovytj kunde tillträda presidentposten, 238 parlamentsledamöter röstade ja till en tillträdesceremoni den 25 februari, förslaget krävde 226 röster för att gå igenom. Julia Tymosjenkos block röstade inte. Det kom därför som en överraskning att en ukrainsk domstol dagen efter, den 17 februari, tillfälligt upphävde valresultatet. Däremot tog domstolen inte ställning till om Janukovytj kunde tillträda presidentposten som planerat. I väntan på att domstolen skulle studera de uppgifter om valfusk som Tymosjenko lagt fram upphävdes valkommissionens officiella resultatbesked att Janukovytj vann i tre dagar. 
Tymosjenko vägrade (2017) att erkänna sig besegrad. Hon hävdade fortfarande att valfusk förekom vid hundratals vallokaler och att OSSE-observatörer kunde vittna om detta. Utländska observatörer ansåg att valet den 7 februari av allt att döma gick rätt till och OSSE:s företrädare har med kraft avfärdat Tymosjenkos påståenden.

### Janukovytjs installation och regeringsbildning
Janukovytj övertog presidentposten från Viktor Jusjtjenko 23 februari 2010. Tymosjenko var fortfarande premiärminister, men med en bräcklig majoritet i parlamentet. 
För att avsätta Tymosjenko som premiärminister krävdes att det utlystes ett misstroendevotum i parlamentet. Men regeringen skulle sitta kvar tills en ny regeringskoalition bildats, vilket sannolikt skulle ha dragit ut på tiden. Om Janukovytj hade tvingats utlysa nyval till parlamentet är det troligt att hans parti, Regionernas parti, hade tappat mark. Efter flera veckors arbete lyckades Janukovytj skapa ett parlamentariskt underlag för att avsätta Tymosjenko. Parlamentet antog 3 mars en misstroendeförklaring mot Tymosjenko. Därmed tvingades hon och hennes regering avgå 4 mars. Förslaget om misstroendeförklaring lades fram av Janukovytjs parti Regionernas parti, 243 av de 450 parlamentsledamöterna röstade ja till förslaget. Oleksandr Turtjynov blev expeditionsministär tills en ny regering kunde bildas.

### Domen för maktmissbruk
Julia Tymosjenko dömdes 11 oktober 2011 för maktmissbruk till sju års fängelse plus ett stort skadestånd till staten på 1,5 miljard hryvnja, motsvarande drygt 1,2 miljarder kronor. Därtill förbjöds Tymosjenko att under tre år inneha regeringsuppdrag. Hon dömdes för att ha överträtt sina befogenheter när hon som premiärminister tecknade ett avtal med Ryssland om gasleveranser. Hon fängslades i kvinnofängelset i Charkiv-regionen. Ukrainas förre president Viktor Jusjtjenko var bland dem som vittnade mot Tymosjenko. 
Julia Tymosjenko vände sig efter domen till Europadomstolen och hävdade att Ukrainas regering hade kränkt hennes rättigheter enligt europakonventionen. Europadomstolen ansåg 2013 (no. 49872/11) att häktningen av Tymosjenko var godtycklig och fällde Ukraina för brott mot Europakonventionen om mänskliga rättigheter. Europadomstolen säger dock i sin dom ingenting om rättegången eller domen mot henne utan kritiserar bara häktningen. Domstolen fann inte heller någon grund för att hon i häkte och fängelse har behandlats i strid med de mänskliga rättigheterna.
Fängelsedomen granskades av Europadomstolen i ett separat ärende (no. 65656/12). Den 22 januari 2015 meddelade domstolen att den hade beslutat att lägga ner ärendet då en uppgörelse hade nåtts mellan den ukrainska regeringen och Tymosjenko. Uppgörelsen innebar bland annat att regeringen medgav brister.
Europaparlamentet uttalade sig kritiskt mot rättegången i juni 2011 och dess talman Jerzy Buzek är en av flera som efter domen ifrågasatt rättssäkerheten i Ukraina.
EU har övervägt sin politik gentemot Ukraina men EU-länderna är splittrade bland annat i sin syn på det frihandelsavtal med Ukraina, som Ukraina tackade nej till i november 2013. De tidigare östländerna i EU ansåg att det var det geopolitiskt bästa att skriva under avtalet så fort som möjligt. På den andra sidan stod bland andra Tyskland och Nederländerna, som hellre vill straffa president Janukovitj för vad de ser som hans angrepp mot oppositionen.
Julia Tymosjenkos parti Fäderneslandsförbundet har observatörstatus i Internationella Demokratiska Unionen (IDU) en internationell union av konservativa partier, där även det svenska Moderata samlingspartiet är medlem. Sveriges utrikesminister moderaten Carl Bildt har varit en av dem som mest aktivt har stött Tymosjenko och hennes parti.  
Av EU:s krav på Ukraina för att få till stånd ett ekonomiskt avtal var det tydligaste kravet att Julia Tymosjenko skulle släppas ur fängelse.  EU såg henne som politisk fånge. Tymosjenko hade dock ingen framträdande roll i Euromajdan, de politiska oroligheter som huvudsakligen drabbade Kiev efter Ukrainas nej till ett frihandelsavtal med EU, förutom att hon hungerstrejkade 25 november – 6 december och flera gångar framförde krav på regeringens omedelbara avgång, bland annat i ett tal som lästes upp av hennes dotter Jevgenija Tymosjenko på Majdan Nezalezjnosti. Partiet Fäderneslandet (Batkivsjtjyna) anfördes under Tymosjenkos fängelsetid de facto av Arsenij Jatsenjuk och Tymosjenkos frigivning var inte något uttalat krav från demonstranterna och deras ledare. 17 december, samma dag som det rysk-ukrainska avtalet blev klart, framkom det att EU fortfarande var redo att skriva under sitt avtal med Ukraina och det även utan att Julia Tymosjenko släpps ur fängelse för att få vård för diskbråck utomlands.
Tyskland erbjöd henne sjukhusvård om hon släpptes ur fängelset tillfälligt eller benådades av den ukrainska ledningen.
I samband med de våldsamma Euromajdan-protesterna tog Ukrainas parlament den 22 februari 2014 beslutet att omedelbart frige Julia Tymosjenko.
Hon åkte efter frigivningen direkt till Självständighetstorget, där hon fick ett blandat mottagande av demonstranterna. Stora delar av åhörarna skanderade under hennes tal "Ruslana – Ruslana – Ruslana!". Tymosjenko ses av många ukrainare som tillhörande den gamla generationens politiker som haft sin chans men inte visat någon reell vilja till förändring. Julia Tymosjenko var trots detta Fäderneslandsförbundets presidentkandidat 2014.

### Presidentvalet i Ukraina 2014
Tymosjenko meddelade omedelbart efter frigivningen sin avsikt att ställa upp i det tidigarelagda presidentvalet senare samma år. Där fick hon 12,81% av rösterna.

### Privatliv
År 2002 skadades Tymosjenko då hon krockade med en bil från en körskola.
Tymosjenko gifte sig 1979 med Olexander Tymosjenko, före detta tjänsteman inom det sovjetiska kommunistpartiet och som 2012–2014 bodde i asyl i Lidice, Tjeckien. Hon har en dotter, Jevgenija Tymosjenko (född 1980), tidigare bosatt i London då hon var gift med den brittiske affärsmannen och rockmusikern Sean Carr. Dottern engagerade sig mycket i omständigheterna kring moderns fängslande.